# Bureau pour la réglementation nucléaire
Le bureau pour la réglementation nucléaire  (Office for Nuclear Regulation en anglais) est le régulateur de l'industrie nucléaire au Royaume-Uni. C'est une société indépendante dont les coûts sont couverts par l'industrie nucléaire. L'ONR relève du département du Travail et des Retraites, mais il travaille également en étroite collaboration avec le département de l'Énergie et du Changement climatique.

## Histoire
La création de l'ONR a été décidée à la suite d'une étude menée en 2008, au nom du gouvernement, sur la réglementation de l'industrie nucléaire civile britannique. Cette étude recommandait  la création d'un régulateur unique, adapté à cette l'industrie. L'ONR a été créé le 1er avril 2011, provisoirement en tant qu'agence non statutaire du Health and Safety Executive (HSE), le gouvernement voulant changer sa dimension à une date ultérieure. L'ONR a émergé de la fusion de la Direction Nucléaire du HSE et du département du Ministère des Transports chargé du transport des matières radioactives. Depuis le 1er avril 2014, l'ONR est une société statutaire indépendante. Sa mission initiale était de «réglementer de manière efficace l'industrie nucléaire, et de lui demander des comptes au nom du public». La loi sur l'énergie de 2013 précise que ses cinq objectifs statutaires sont la sûreté nucléaire, la santé et la sécurité sur les sites nucléaires, la sécurité du nucléaire civil, les protections nucléaires, et le transport de matières radioactives.
L'ONR est dirigé par un conseil d'administration de dix membres et est responsable devant le Parlement en matière de finances, de gouvernance, de santé et de sécurité non nucléaires. Nick Baldwin, ancien PDG de Powergen (aujourd'hui E.ON UK ) a été nommé président intérimaire à temps partiel de l'ONR lors de sa formation . A compter du 1er avril 2019, Mark McAllister est président de l'ONR pour cinq ans. Le conseil d'administration de l'ONR supervise les actions du directeur général et de l'inspecteur nucléaire en chef. John Jenkins, qui a été PDG de 2012 à 2015, a démissionné de son poste le 28 février 2015 et a été remplacé par Les Philpott le 1er mars 2015 en tant que directeur général par intérim. Adriènne Kelbie a été nommée par la suite directrice générale, le 18 janvier 2016, jour de sa prise de fonctions. En octobre 2017, Mark Foy a été nommé inspecteur nucléaire en chef. En 2017, l'ONR comptait environ 600 employés, pour un budget de 70,7 millions de livres sterling, dont la majorité provient du contribuable grâce à une subvention du Ministère du Travail et des Retraites.

## Processus générique d'évaluation de la conception
À la suite d'une enquête sur le secteur de l'énergie en 2006, l'Inspection des installations nucléaires a mis au point un processus, le GDA, afin d'évaluer les conceptions de nouveaux réacteurs nucléaires en amont de propositions spécifiques au site. Ce processus est dorénavant géré par l'ONR. Le GDA a commencé à évaluer quatre modèles: 
- L'AP1000 de Westinghouse
- L'EPR d'Areva
- Le CANDU ACR-1000
- L'ESBWR, conçu par GE et Hitachi

L'ACR-1000 et l'ESBWR n'ont pas terminé le processus, pour des raisons commerciales , laissant l'EPR et l'AP1000 uniques prétendants à devenir les nouvelles constructions nucléaires britanniques,. L'évaluation de l'AP1000 a été suspendue à la demande de Westinghouse, attendant un engagement du contribuable britannique avant de résoudre les problèmes soulevés par l'évaluation.
En 2012, Hitachi a acheté Horizon Nuclear Power (en), et a annoncé son intention de construire deux à trois réacteurs de type ABWR (Advanced Boiling Water Reactors), d'une puissance unitaire de 1350 MWe, sur les deux sites d'Horizon. L'ABWR doit d'abord suivre le processus GDA. L'évaluation a été approuvée en avril 2013.
En 2015, Westinghouse a repris l'évaluation de l'AP1000, après que Toshiba et Engie ont acheté NuGeneration et annoncé vouloir déployer 3 AP1000 à la centrale nucléaire de Moorside. Le GDA devait initialement se terminer en mars 2017. Cependant, en novembre 2016, l'ONR a noté qu'il y avait "un très grand nombre d'évaluations à effectuer, alors que de nouveaux problèmes continuent d'émerger". Un report de la date d'achèvement est probable , bien que des progrès notables aient été réalisés début de 2017 
Le 21 septembre 2015, la secrétaire à l'Énergie, Amber Rudd, a annoncé qu'un réacteur nucléaire de conception chinoise pourrait être construit dans la centrale nucléaire existante de Bradwell. Le réacteur choisi, le Hualong One, doit d'abord suivre le processus du GDA , qui devrait démarrer en 2017. Le processus commence le 19 janvier 2017, et devrait durer jusqu'en 2021, avant un éventuel déploiement sur le site de la centrale nucléaire de Bradwell.
Le 30 mars 2017, l'AP1000 a achevé avec succès le processus GDA. Pourtant, la veille, leur concepteur Westinghouse déposait le bilan, en raison de 9 milliards de dollars de pertes provenant de ses projets de construction de réacteurs nucléaires, principalement la construction de quatre réacteurs AP1000 aux États-Unis 
Le processus GDA s'est achevé avec succès pour le réacteur ABWR en décembre 2017.

## Activités de défense nucléaire
Bien que l'ONR soit principalement un régulateur du Nucléaire Civil, il réglemente également la sûreté nucléaire militaire et conventionnelle sur un certain nombre de sites nucléaires, qui sont exploités par le Ministère de la Défense pour la capacité de défense nucléaire du Royaume-Uni. Cette régulation a lieu dans le cadre d'un régime juridique complexe, en collaboration avec le Ministère de la Défense. L'ONR n'a pas d'influence sur la conception des centrales nucléaires sous-marines ou des armes nucléaires, et ne réglemente pas la sécurité ou le transport des matières nucléaires du Ministère de la Défense.
L'ONR est également chargé de l'évaluation des cellules de crise chargées d'opérer en cas d'accidents d'armes nucléaires, au HMNB Clyde et au RNAD Coulport, à Argyll, en Écosse.
Courant 2013, l'ONR a accordé aux deux principaux sites de l'Etablissement des Armes Atomiques une attention réglementaire accrue en raison de "problèmes de sûreté et de conformité", et "à cause de la poursuite des opérations dans des installations vieillissantes en raison des retards dans la livraison des installations de remplacement modernes". Cette attention accrue est toujours de mise, l'ONR s'attendant à un retour à la normale en 2021, lorsque les nouveaux locaux seront achevés.

## Voir également
- L'énergie nucléaire au Royaume-Uni